# Langenwolmsdorf

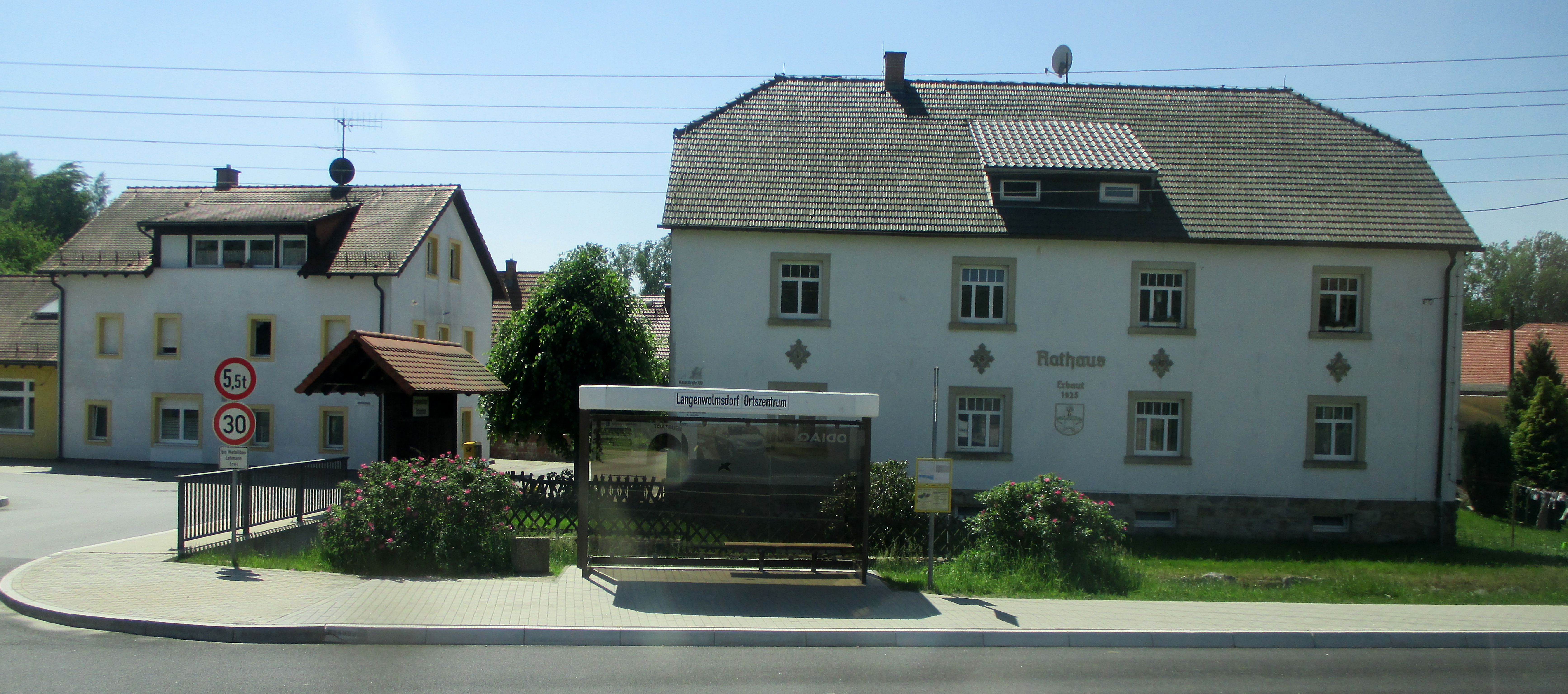
Langenwolmsdorf – Rathaus

Langenwolmsdorf ist ein Ortsteil der Stadt Stolpen im Landkreis Sächsische Schweiz-Osterzgebirge im Freistaat Sachsen.

## Geographie

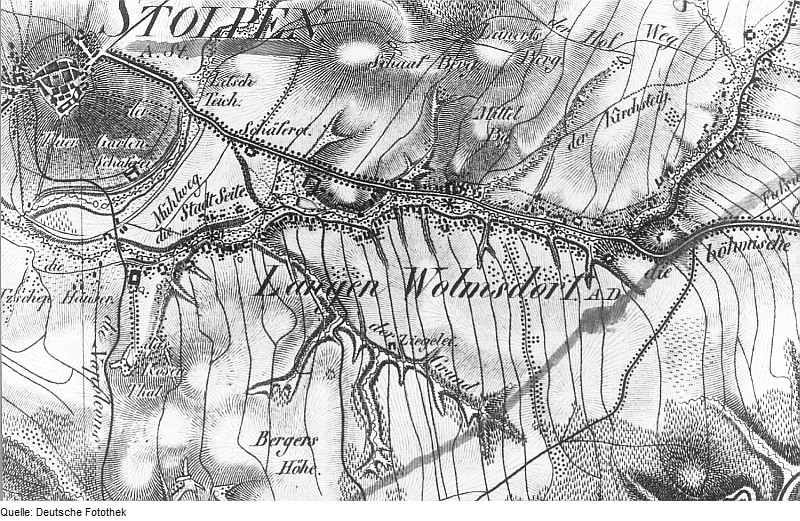
Langenwolmsdorf auf der Oberreit’schen Karte, 1821/22

Das langgezogene Waldhufendorf liegt südöstlich des Stolpener Stadtzentrums an der S 159 in Richtung Neustadt in Sachsen. Die Bahnstrecke Neustadt–Dürrröhrsdorf verläuft zum Teil direkt am südlichen Siedlungsrand, im Dorf befindet sich der Haltepunkt Langenwolmsdorf Mitte. Außerhalb des Dorfs liegt südöstlich der Haltepunkt Langenwolmsdorf am Agrarhandel, dem früheren ACZ Langenwolmsdorf.
Nördlich der Ortslage erheben sich der Schafberg sowie der Großen(s)berg (383 m), der als Station 2. Ordnung für die Königlich-Sächsische Triangulirung benutzt wurde.
Umliegende Orte sind Lauterbach im Norden, Rückersdorf im Nordosten, Polenz im Südosten, Cunnersdorf und Heeselicht im Süden, Stürza im Südwesten sowie (jenseits des Stadtzentrums) Helmsdorf im Westen.

## Geschichte
|                | Einwohner |
| -------------- | --------- |
| 2011 (Februar) | 1310      |
| 2014           | 1211      |
| 2018           | 1210      |

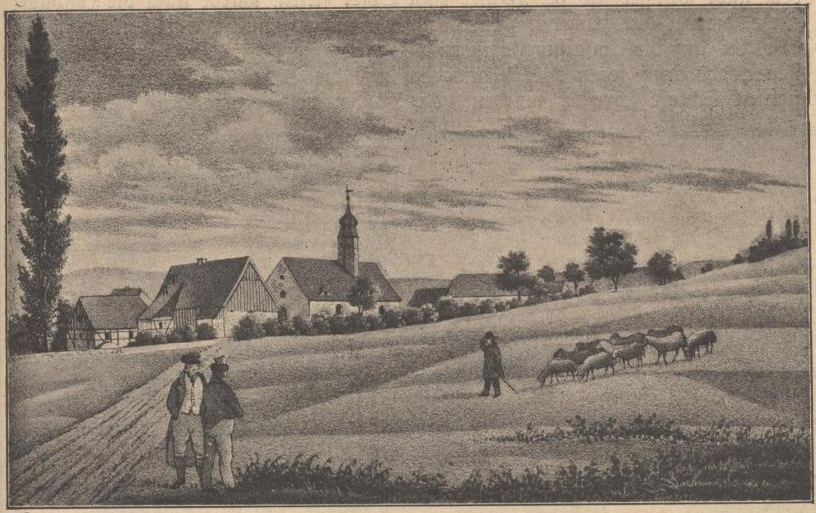
Langenwolmsdorf um 1830

Die Dorfflur war bereits früh besiedelt, worauf prähistorische Funde (Steinaxt und Feuersteinbeil) hindeuten. Im Jahr 1232, als das Gebiet zu Böhmen gehörte, wurde die Hälfte des Dorfes, damals Volueramesdorf genannt, durch den Burggrafen Otto I. von Dohna dem Bistum Meißen verschenkt. Zwischen 1262 und 1559 gehörte das gesamte Dorf dem Bistum, dann wurde es per Tauschvertrag vom Kurfürstentum Sachsen übernommen und gehörte fortan zum Amt Stolpen. 1434 wurde es als Wolframstorff, 1586 als Langen Wulmßdorff erwähnt. Im 17. Jahrhundert war Langenwolmsdorf das größte Dorf im Amt Stolpen.
Zu diesem Zeitpunkt wurde in Langenwolmsdorf eine Schäferei begründet, die 1586 Zubehör der Herrschaft Stolpen, später des Vorwerks Rennersdorf und 1874 der Stadt Stolpen wurde.
1877 erhielt der Ort Anschluss an die Bahnstrecke Neustadt–Dürrröhrsdorf. Am 19. April 1945 kamen 11 Menschen ums Leben, als ein vorbeifahrender Personenzug von alliierten Fliegern beschossen wurde.
Auf der Dorfflur existiert noch die Wüstung Luschdorf.

## Sehenswürdigkeiten

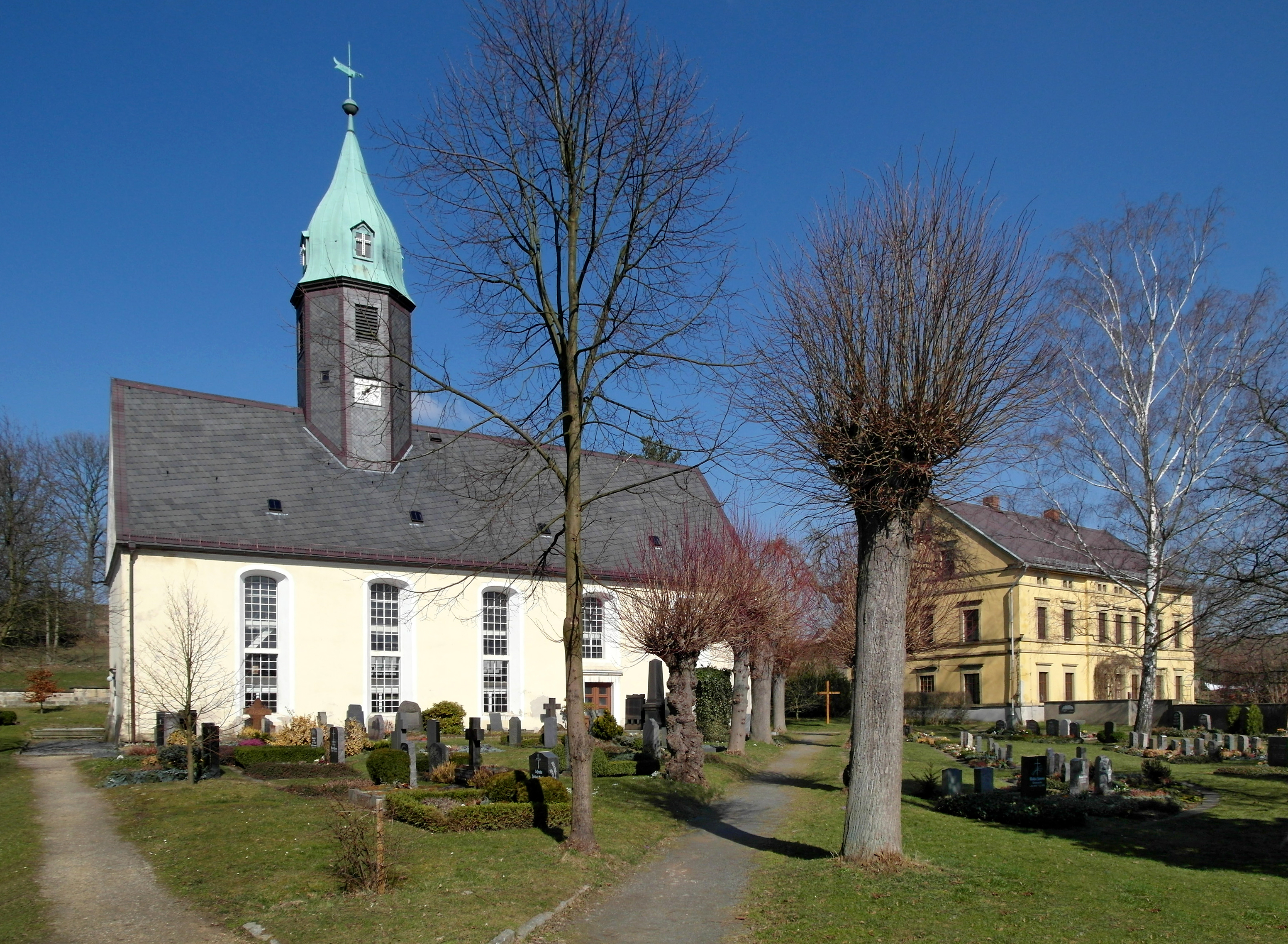
Kirche und Pfarrhaus Langenwolmsdorf

- Kirche und Pfarrhaus LangenwolmsdorfDie Kirche zu Langenwolmsdorf wurde erstmals 1495 erwähnt; im Dreißigjährigen Krieg wurde sie zerstört. Ihr heutiges Aussehen erhielt sie nach einem Umbau 1846. Die historische Orgel von 1843/44 erbaute Wilhelm Leberecht Herbrig. Die Werkstatt der Herbrigs (Vater & Sohn) war damals im Ort.[2] Langenwolmsdorf ist eine Station der „Herbrig-Orgelstraße“.[3]
- Die Kirchmühle ist eine funktionsfähige Wassermühle mit kompletter Einrichtung. Der Antrieb erfolgt über ein oberschlächtiges Wasserrad mit 5,5 Metern Durchmesser.[4]

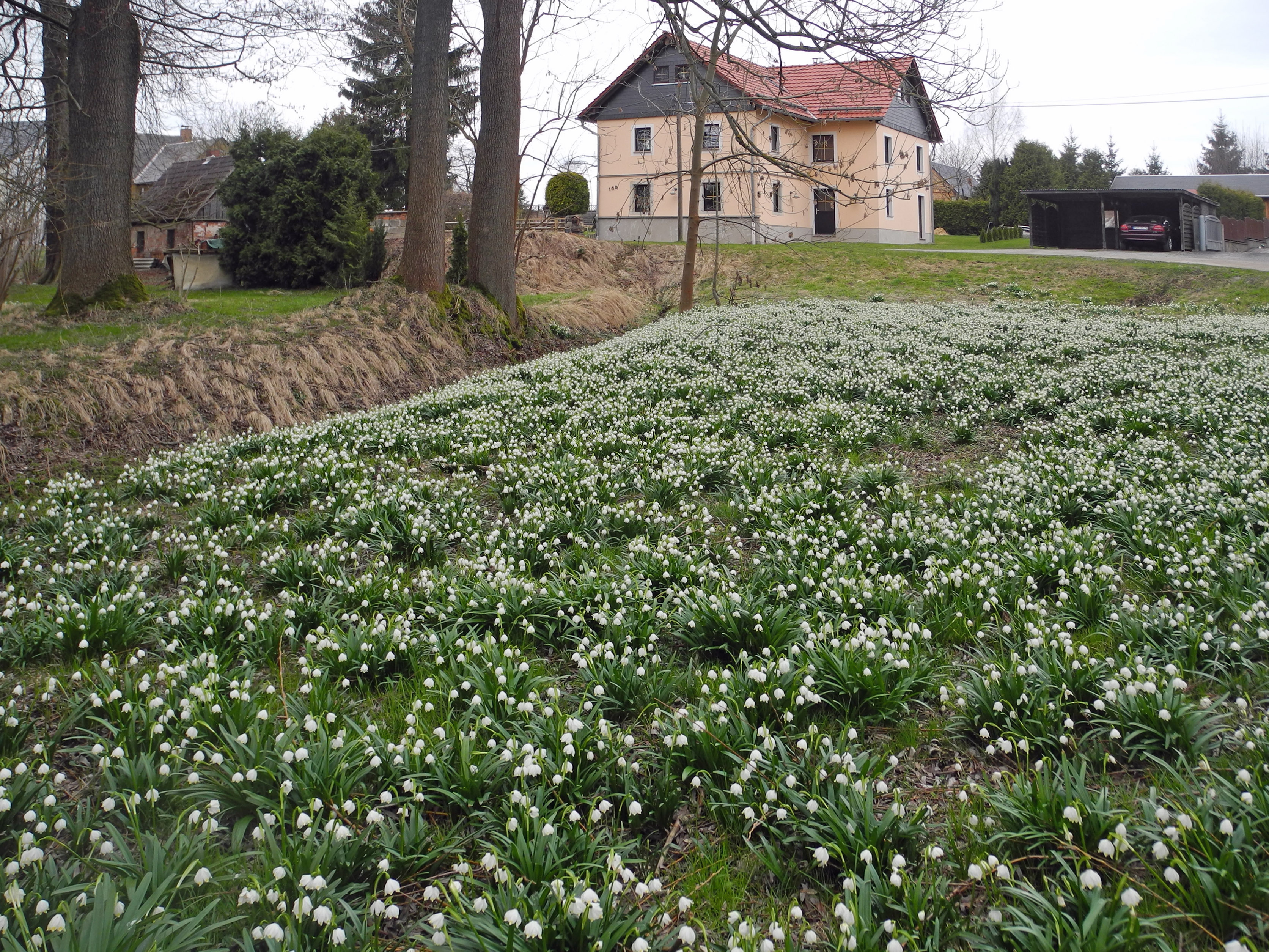
Märzenbecherwiesen am Oberlauf des Langenwolmsdorfer Baches

- Märzenbecherwiesen am Oberlauf des Langenwolmsdorfer BachesSeit 1967 stehen die zum Teil auf Langenwolmsdorfer Flur gelegenen Märzenbecherwiesen im Polenztal unter Naturschutz. Auch am Oberlauf des Langenwolmsdorfer Baches finden sich Märzenbecherwiesen.

## Ehemalige Mühlen in Langenwolmsdorf
Mühlen am Langenwolmsdorfer Bach:
- Obermühle (1530)
- Kirchmühle (1559)
- Niedermühle oder Benkenmühle (1559)
- Hofe- oder Freigutmühle (1866)

Mühlen im Polenztal:
- Waldmühle (1862)
- Knochenmühle (1841)

## Persönlichkeiten
Der Langenwolmsdorfer Gutsbesitzer Oswin Frenzel (1860–?) war von 1903 bis 1918 Mitglied der 2. Kammer des Sächsischen Landtags.